# Alfred Lunt
Alfred Lunt (12 d'agost de 1892 – 3 d'agost de 1977) va ser un actor i director teatral estatunidenc, sovint identificat per la seva llarga trajectòria artística al costat de la seva esposa, l'actriu Lynn Fontanne.

## Carrera
Lunt va rebre dos Premis Tony, una nominació a l'Oscar al millor actor pel seu treball en el film de 1931 The Guardsman, i un Emmy el 1965 per la seva actuació en la producció de Hallmark Hall of Fame The Magnificent Yankee.
Es va convertir en una estrella el 1919 actuant en l'obra de Booth Tarkington Clarence, distingint-se aviat per la seva interpretació de personatges de diversa índole. Entre aquests personatges figuren el Comte d'Essex en l'obra de Maxwell Anderson Elizabeth the Queen, el d'un cantant i ballarí en l'obra de Robert Emmet Sherwood Idiot's Delight, el de milionari megalòman a Meteor, de Samuel Nathaniel Behrman, o el de Júpiter en l'obra de Jean Giraudoux Amphitryon 38. Les seves actuacions en el drama clàssic van ser escasses, però tot i així va tenir èxit amb l'obra de Shakespeare La feréstega domada i amb la de Txékhov La gavina (en aquesta Lunt era Trigorin, i la seva esposa encarnava Arkadina, mentre que Uta Hagen, debutant a Broadway, era Nina).
Lunt tenia una tècnica teatral molt personal. Entre altres característiques, en gairebé tots els seus papers hi havia una perllongada seqüència en la qual actuava d'esquena al públic, comunicant les emocions dels seus personatges únicament amb la veu i el cos, sense utilitzar per res el rostre.
El 1964 Alfred Lunt i la seva esposa, Lynn Fontanne, van rebre la Medalla Presidencial de la Llibertat de mans del President Lyndon B. Johnson.

## Vida privada
El seu nom complet era Alfred Davis Lunt, Jr., i va néixer a Milwaukee, Wisconsin, sent els seus pares Alfred D. Lunt i Harriet Washburn Briggs. Després de morir el seu pare, que treballava en el sector de la fusta, el 1893, la mare d'Alfred es va casar amb un metge d'origen finlandès, Karl Sederholm, amb el qual va tenir un altre fill i dues filles. El matrimoni finalment es va traslladar a Genesee Depot, Wisconsin. Després Lunt va estudiar a la Universitat Carroll, de Waukesha.
Al costat de la seva esposa, Lynn Fontanne, amb la qual es va casar el 26 de maig de 1922 a Nova York, va formar una de les més destacades parelles interpretatives de Broadway. Convençuts de la seva imatge pública de matrimoni feliç, de vegades sorprenien el públic interpretant adúlters, com en el cas de l'obra de Robert Emmet Sherwood Reunion in Vienna, o com a integrants d'un ménage à trois en la peça de Noël Coward Design for Living (De fet, Design for Living, escrita pels Lunt, era tan audaç, tocant la bisexualitat i el ménage à trois, que Coward la va estrenar a Nova York sabent que no superaria la censura a Londres). Els Lunt van actuar junts en més de 24 obres. També van rodar junts un film, The Guardsman, el 1931, pel qual van ser nominats als Oscar al millor actor i a la millor actriu. A més van treballar en diversos drames radiofònics produïts per Teathre Guild en la dècada de 1940, a més de participar en unes quantes produccions televisives en els anys cinquanta i seixanta. Lunt i Fontanne es van retirar el 1966.
Alfred Lunt va morir el 1977 a Chicago, Illinois, a causa de les complicacions sorgides després de ser sotmès a una intervenció per tractar-li un càncer de bufeta. Va ser enterrat en el Cementiri Forest Home de Milwaukee.

## Selecció de treballs a Broadway
- Clarence (1919)
- The Guardsman (1924)
- Ned McCobb's Daughter (1926)
- The Second Man (1927)
- Caprice (1928)
- Elizabeth the Queen (1930)
- Meteor (1930)
- La feréstega domada (1935)
- Idiot's Delight (1936)
- Amphitryon 38 (1937)
- La gavina (1938)
- There Shall Be No Night (1940)
- Candle in the Wind (1941)
- The Pirate (1942)
- O Mistress Mine (1946)
- I Know My Love (1949)
- Ondine (1954)
- Quadrille (1954)
- The Great Sebastians (1956)
- First Love (1961)

## Selecció d'actuacions per TV i cinema
Filmografia:
Com a actor
- Sally of the Sawdust (1925)
- The Guardsman (1931)
- Producers' Showcase (sèrie de TV) - episodi The Great Sebastians (1957)
- The Magnificent Yankee, producció televisiva de Hallmark Hall of Fame (1965)

Com a ell mateix
- Stage Door Canteen (1943)
- Show Business at War (1943)
- The Ed Sullivan Show, conegut llavors com a Toast of the Town (dues actuacions el 1951)
- The Dick Cavett Show - convidat (1970)